# Uramya venusta
Uramya venusta là một loài ruồi trong họ Tachinidae.